# Ministre de la Justice (Japon)
Pour les articles homonymes, voir Ministre de la Justice.
Le ministre de la Justice (法務大臣, Hōmu Daijin) est un membre du Cabinet du Japon chargé du ministère de la Justice. Le ministre est désigné  par le Premier ministre du Japon et est nommé par l'Empereur du Japon. 
Le poste est occupé par Keisuke Suzuki depuis le 11 novembre 2024.

## Liste des ministres de la Justice (depuis 2001)
| N° | Nom                | Du                | Au                | Sous le Premier Ministre |
| -- | ------------------ | ----------------- | ----------------- | ------------------------ |
| 1  | Masahiko Kōmura    | 6 janvier 2001    | 26 avril 2001     | Yoshirō Mori             |
| 2  | Mayumi Moriyama    | 26 avril 2001     | 22 septembre 2003 | Jun'ichirō Koizumi       |
| 3  | Daizō Nozawa       | 22 septembre 2003 | 27 septembre 2004 | Jun'ichirō Koizumi       |
| 4  | Chieko Nōno        | 27 septembre 2004 | 31 octobre 2005   | Jun'ichirō Koizumi       |
| 5  | Seiken Sugiura     | 31 octobre 2005   | 26 septembre 2006 | Jun'ichirō Koizumi       |
| 6  | Jinen Nagase       | 26 septembre 2006 | 27 août 2007      | Shinzō Abe               |
| 7  | Kunio Hatoyama     | 27 août 2007      | 2 août 2008       | Shinzō Abe Yasuo Fukuda  |
| 8  | Okiharu Yasuoka    | 2 août 2008       | 24 septembre 2008 | Yasuo Fukuda             |
| 9  | Eisuke Mori        | 24 septembre 2008 | 16 septembre 2009 | Tarō Asō                 |
| 10 | Keiko Chiba        | 16 septembre 2009 | 7 septembre 2010  | Yukio Hatoyama Naoto Kan |
| 11 | Minoru Yanagida    | 7 septembre 2010  | 22 novembre 2010  | Naoto Kan                |
| 12 | Yoshito Sengoku    | 22 novembre 2010  | 14 janvier 2011   | Naoto Kan                |
| 13 | Satsuki Eda        | 14 janvier 2011   | 2 septembre 2011  | Naoto Kan                |
| 14 | Hideo Hiraoka      | 2 septembre 2011  | 13 janvier 2012   | Yoshihiko Noda           |
| 15 | Toshio Ogawa       | 13 janvier 2012   | 4 juin 2012       | Yoshihiko Noda           |
| 16 | Makoto Taki        | 4 juin 2012       | 1er octobre 2012  | Yoshihiko Noda           |
| 17 | Keishū Tanaka      | 1er octobre 2012  | 23 octobre 2012   | Yoshihiko Noda           |
| -  | Makoto Taki        | 23 octobre 2012   | 26 décembre 2012  | Yoshihiko Noda           |
| 18 | Sadakazu Tanigaki  | 26 décembre 2012  | 3 septembre 2014  | Shinzō Abe               |
| 19 | Midori Matsushima  | 3 septembre 2014  | 20 octobre 2014   | Shinzō Abe               |
| 20 | Yōko Kamikawa      | 20 octobre 2014   | 7 octobre 2015    | Shinzō Abe               |
| 21 | Mitsuhide Iwaki    | 7 octobre 2015    | 3 août 2016       | Shinzō Abe               |
| 22 | Katsutoshi Kaneda  | 3 août 2016       | 3 août 2017       | Shinzō Abe               |
| 23 | Yōko Kamikawa      | 3 août 2017       | 2 octobre 2018    | Shinzō Abe               |
| 24 | Takeshi Yamashita  | 2 octobre 2018    | 11 septembre 2019 | Shinzō Abe               |
| 25 | Katsuyuki Kawai    | 11 septembre 2019 | 31 octobre 2019   | Shinzō Abe               |
| 26 | Masako Mori        | 31 octobre 2019   | 16 septembre 2020 | Shinzō Abe               |
| 26 | Yōko Kamikawa      | 16 septembre 2020 | 4 octobre 2021    | Yoshihide Suga           |
| 27 | Yoshihisa Furukawa | 4 octobre 2021    | 10 août 2022      | Fumio Kishida            |
| 28 | Yasuhiro Hanashi   | 10 août 2022      | 11 novembre 2022  | Fumio Kishida            |
| 29 | Ken Saitō          | 11 novembre 2022  | 13 septembre 2023 | Fumio Kishida            |
| 30 | Ryūji Koizumi      | 13 septembre 2023 | 1er octobre 2024  | Fumio Kishida            |
| 31 | Hideki Makihara    | 1er octobre 2024  | 11 novembre 2024  | Shigeru Ishiba           |
| 32 | Keisuke Suzuki     | 11 novembre 2024  | en cours          | Shigeru Ishiba           |

## Peine de mort
Au Japon, la peine de mort n'est exécutée que sur un ordre du Ministre de la Justice (死刑執行令状, en anglais death warrant).